# Haleine
Pour l’article homonyme, voir Haleine (Orne).
Pour les articles ayant des titres homophones, voir Alêne, Alène et Allaines.
Cet article possède un paronyme, voir Hallennes.
L'haleine est un mélange d'air, de vapeur d'eau, de gaz carbonique et de différentes molécules qui est chassé des poumons et de la bouche d'un sujet qui expire par la bouche.
Elle porte notamment les « odeurs buccales » dont les caractéristiques changent tout au long de la vie et selon la santé (notamment buccale, pulmonaire et digestive).

## Odeurs et haleine
L'haleine a généralement une odeur perceptible par autrui et parfois par soi-même. Cette odeur est issue de la bouche et moindrement du tube digestif et des poumons.
Cette odeur est parfois désagréable ou considérée comme telle, auquel cas on parle d'haleine chargée ou de « mauvaise haleine » (halitose en vocabulaire médical).
L'odeur de l'haleine peut être plus ou moins momentanément ou chroniquement influencée par le tabac, certaines boissons (ex : alcools, café) ou aliments (ex. : ail, régime hyperprotéiné…) récemment ingérés, ou par une mauvaise hygiène buccale (caries et autres infections buccales).

## L'haleine est sexuée
L'haleine est l'une des odeurs corporelles sexuées (c'est-à-dire que les hommes et les femmes ont des haleines d'odeur différente). Il a été expérimentalement démontré qu'hommes et femmes sont capables de deviner avec un meilleur taux de réussite que ce qui serait dû au hasard quel est le sexe d'une autre personne (isolée et cachée) dont ils respirent l'haleine (à condition que cette haleine provienne d'un sujet resté quelques jours sans pratique d'hygiène buccale autre que rinçage de la bouche à l'eau).
À cette occasion, il a aussi été montré que, au sein du groupe étudié, l'odeur de l'haleine masculine avait été évaluée comme plus intense et moins agréable que celle des femmes. Les femmes ont en outre constamment jugé moins agréables les odeurs d'haleine que les hommes. Les femmes se montrent aussi plus efficaces pour deviner quel est le sexe de la personne dont elles « jugent » un échantillon d'haleine. Plus une haleine était « forte », moins elle était jugée agréable, mais des changements systématiques de l'intensité nominale de l'odeur et de son caractère agréable ou non étaient notés par les personnes chargées de juger les haleines.

## En médecine
Pour les médecines traditionnelles et contemporaine, la qualité de l'haleine peut orienter un diagnostic médical : une haleine fruitée (acidocétose), de foie cru (pathologie hépatique), d'acétone…
L'analyse chimique de l'haleine permet aussi d'estimer l'alcoolémie d'un individu : c'est ce principe qui est utilisé dans l'alcootest.